# Alekseý Popov
Alekseý Popov (in kazako Алексей Попов?, in russo Алексей Владиславович Попов?, Aleksej Vladislavovič Popov; Perm', 7 luglio 1978) è un ex calciatore russo naturalizzato kazako, di ruolo difensore.

## Carriera
Nel 2010 lascia il Rubin per tornare all'Amkar Perm'.

## Palmarès
- Campionato russo: 2

Rubin: 2008, 2009